# Órbita (bicicletas)
Órbita – Bicicletas Portuguesas, Lda. foi uma empresa de Portugal com sede em Águeda.
A empresa foi criada a 2 de fevereiro de 1971 e 95% do seu capital é detido pelo grupo Miralago S.A.
O nome "órbita" ficou-se a dever ao ano de fundação de empresa que coincidiu com o primeiro satélite a orbitar o espaço celeste para explorar Marte. A Órbita fabricava mais de 60 modelos para crianças e adultos, normais ou elétricas e em aço, alumínio ou carbono.
Até 70% da produção era destinada à exportação sendo os restantes 30% para o mercado português. A marca estava presente em diversos países da Europa, África e América do Norte.
Em junho de 2019, a empresa requereu a abertura do Processo Especial de Revitalização. A Órbita tinha 99 credores que reclamavam 14,2 milhões de euros de dívidas. A EMEL surgia como o principal credor da empresa, reclamando cerca de 6,8 milhões de euros, entre juros e capital. A empresa de bicicletas devia ainda quase 5,9 milhões de euros à banca, surgindo à cabeça o Santander e o BNI Europa, com três e dois milhões de euros de dívidas, respetivamente. Entre os credores encontravam-se ainda a Autoridade Tributária, com quase 50 mil euros, a Segurança Social, com 11 mil euros. A fábrica foi declarada insolvente pelo Tribunal de Comércio de Aveiro em fevereiro de 2020.